# Canton de Sète-1
Le canton de Sète-1 est un ancien canton situé dans l'Hérault, dans l'Arrondissement de Montpellier. Le décret du 26 février 2014 a fusionné le canton de Sète-1 avec le canton de Sète-2 pour créer le Canton de Sète.

## Composition
Il est composé de la commune suivante :
| Communes                                        | Population (2012) | Code postal | Code Insee |
| ----------------------------------------------- | ----------------- | ----------- | ---------- |
| Sète (chef-lieu du canton), fraction de commune | 20 339            | 34200       | 34301      |

Il inclut les quartiers suivants :
- Centre-ville
- Vieux-Port
- Gare
- Zone-Industrielle
- Les Eaux-Blanches
- Pointe Courte
- La Corniche
- Les Quatre-Ponts
- Saint-Clair (partie Sud)

## Carte du canton

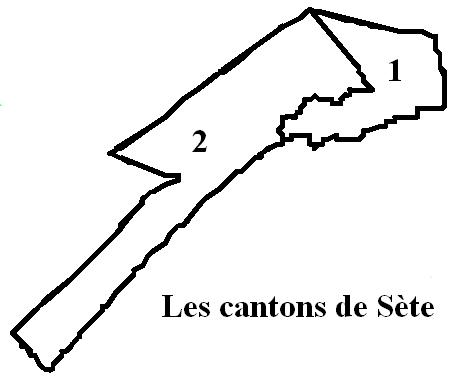
Carte du canton de Sète

## Représentation

### Conseillers généraux de l'ancien canton deSète(autrefois appelée Cette) - (1833 à 1973)
| Période                                  | Période           | Identité                             | Étiquette                  | Qualité |
| ---------------------------------------- | ----------------- | ------------------------------------ | -------------------------- | --- |
| 1833                                     | 1836              | Jean Mathieu Charles Mercier         |                            | Propriétaire, maire de Cette (1832-1835)                                                                                   |
| 1836                                     | 1852              | Baron Louis Reynaud                  | Majorité ministérielle     | Propriétaire, maire de Cette (1843-1848) Député (1846-1848)                                                                |
| 1852                                     | 1864              | Émile-Auguste Doûmet                 | Majorité dynastique        | Chef d'escadron d'état-major en retraite Maire de Cette (1849-1865) Député (1852-1863)                                     |
| 1864                                     | 1871              | François Jean Louis Rieunier-Vivares |                            | Négociant Maire de Cette (1865-1871)                                                                                       |
| 1871                                     | 1874              | Louis-Martin Estève                  |                            | Négociant à Cette, Président de la Chambre de commerce                                                                     |
| 1874                                     | 1880              | Joseph Espitalier                    | républicain                | Maire de Cette (1876-1877 et 1877-1880)                                                                                    |
| 1880                                     | 1881 (démission)  | Jacques Salis                        | Républicain Extrême-gauche | Avocat Maire de Cette (1881), député (1881-1910)                                                                           |
| 1881                                     | 1891 (démission)  | Pierre Thomas                        | Républicain                | Négociant à Cette |
| 1891                                     | 1897 (démission)  | Ernest Scheydt (1858-1929)           | Républicain                | Docteur en médecine Maire de Cette (1892-1895)                                                                             |
| 1897                                     | 1897 (décès)      | Napoléon Doumet-Adanson              | Républicain rallié         | Ancien Maire de Cette (1874-1876)                                                                                          |
| 1898                                     | 1904              | Baptiste-Honoré Euzet                | Socialiste                 | Propriétaire - Maire de Cette (1895-1901 et 1908-1912)                                                                     |
| 1904                                     | 1905 (annulation) | Marius François                      | Républicain                | Courtier à Cette |
| 1905                                     | 1910              | Jean-l'Heureux Molle                 | Rad. puis SFIO             | Avocat - Maire de Cette (1902-1908) Député (1910-1918)                                                                     |
| 1910                                     | 1919              | André Michel                         | SFIO                       | Représentant de commerce à Cette, conseiller d'arrondissement                                                              |
| 1919                                     | 1923 (démission)  | Marius Roustan                       | PRS                        | Enseignant Sénateur (1920-1941) Sous-secrétaire d'Etat (1926 et 1930) Ministre (1931-1932 et 1935-1936)                    |
| 1924                                     | 1928              | Joseph Vézy                          | Bloc des gauches puis SFIO | Négociant, juge au Tribunal de commerce de Cette Propriétaire à Montpellier                                                |
| 1931                                     | 1940              | Gaston Escarguel                     | SFIO puis PSdF             | Avocat - Maire de Sète (1934-1941)                                                                                         |
|                                          |                   |                                      |                            | |
| 1942                                     | 1945              | Georges Domerc                       |                            | Vice-Président de la Chambre de commerce Maire de Sète (1941-1944) Nommé conseiller départemental en 1942                  |
|                                          |                   |                                      |                            | |
| 1945                                     | 1949              | Pierre Arraut                        | PCF                        | Métallurgiste |
| 1949                                     | 1961              | Louis Ramond                         | SFIO                       | Professeur de lettres, responsable syndical Adjoint au maire de Sète                                                       |
| 1961                                     | 1967              | Pierre Arraut                        | PCF                        | Cheminot puis chef-monteur Député (1967-1978) Maire de Sète (1959-1973)                                                    |
| 1967                                     | 1973              | Gilbert Martelli (1918-1988)         | PCF                        | Employé d'une société d'électricité puis agent d'assurances Maire de Sète (1973-1983) Elu en 1973 dans le Canton de Sète-2 |
| Les données manquantes sont à compléter. |                   |                                      |                            | |

### Conseillers d'arrondissement du canton de Cette/Sète (de 1833 à 1940)
| Période                                  | Période          | Identité                          | Étiquette   | Qualité |
| ---------------------------------------- | ---------------- | --------------------------------- | ----------- | --- |
| 1833                                     | 1839             | Léonce Goudard                    |             | Propriétaire, adjoint au maire de Cette                                                                     |
| 1839                                     | 1842             | Lucien Cazalis                    |             | Notaire à Cette                                                                                             |
| 1842                                     | 1874             | François Roux                     |             | Négociant à Cette, receveur de l'hospice et du bureau de bienfaisance                                       |
| 1874                                     | 1877             | Jean Michel                       |             | Propriétaire à Cette                                                                                        |
| 1877                                     | 1882 (démission) | Baptiste-Honoré Euzet (1846-1931) | Républicain | Propriétaire, courtier en grains à Cette                                                                    |
| 1882                                     | 1895             | Sylvestre Sauvaire                | Radical     | Maitre de chaix et tonnelier à Cette                                                                        |
| 1895                                     | 1896 (démission) | Paul Peyrussan                    | Socialiste  | Médecin à Cette                                                                                             |
| 1896                                     | 1907             | Marius François                   | Socialiste  | Président du Conseil d'arrondissement                                                                       |
| 1907                                     | 1910             | André Michel                      | SFIO        | Représentant de commerce à Cette                                                                            |
| 1910                                     | 1925             | Louis Audoye (1867-1938)          | PRS         | Ouvrier tonnelier, ancien Premier adjoint au maire de Cette                                                 |
| 1925                                     | 1936             | André Garrigues                   | SFIO        | Serrurier puis entrepreneur, conseiller municipal de Cette                                                  |
| 1936                                     | 1940             | Alexandre Alias (1888-1981)       | PC-SFIC     | Docker à Sète, syndicaliste CGT puis CGTU Premier élu cantonal communiste dans l'Hérault                    |
| 1940                                     |                  |                                   |             | Les conseils d'arrondissement ont été suspendus par la loi du 12 octobre 1940 et n'ont jamais été réactivés |
| Les données manquantes sont à compléter. |                  |                                   |             | |

### Conseillers généraux du canton deSèteI (depuis 1973)
| Période          | Période                      | Identité            | Étiquette    | Qualité                                                              |
| ---------------- | ---------------------------- | ------------------- | ------------ | -------------------------------------------------------------------- |
| 1973             | 1976                         | Raymond Campagnac   | PCF          | Comptable, conseiller municipal de Sète                              |
| 1976             | 1988                         | Yves Marchand       | UDF-CDS      | Avocat Député (1993-1997) Maire de Sète (1983-1996)                  |
| 1988             | 2008                         | Francis Crouzet     | UDF puis UMP | Dentiste Adjoint au maire de Sète de 1983 à 1995                     |
| 2008             | 17 novembre 2014 (démission) | François Commeinhes | UMP          | Médecin gynécologue Maire de Sète (depuis 2001) Sénateur (2014-2017) |
| 17 novembre 2014 | 2015                         | Pierrette Roucoulet | UDI          | Chargée de mission Conseillère municipale de Sète                    |

## 2 photos du canton
|  |  |

## Démographie
| 1975 | 1982 | 1990   | 1999   | 2006   | 2011   | 2012   |
| ---- | ---- | ------ | ------ | ------ | ------ | ------ |
| -    | -    | 19 970 | 18 345 | 20 890 | 20 339 | 21 370 |